# Drachenglut
Drachenglut ist ein Fantasyroman von Jonathan Stroud. Er erschien 2007 im Boje Verlag. Die englische Originalausgabe erschien bereits 1999 unter dem Titel Buried Fire beim Verlag Random House Children´s Books.

## Genre
Das Buch enthält Elemente aus Fantasy und Horrorliteratur. Während das Hauptthema des schlafenden Drachen in Fantasy typischerweise Motive aus der keltischen Mythologie aufgreift, spielt die Handlung doch in einer alltäglichen Welt, die durch ein übernatürliches Böses bedroht wird. Die Protagonisten der Geschichte geraten in die dunklen Machenschaften einer Verschwörung, die mittels magischer Rituale den Drachen wieder auferstehen lassen will.

## Handlung
In einem beschaulichen englischen Dorf wird im Hochsommer neben der Kirche ein keltisches Kreuz entdeckt. Es wird ausgegraben, um näher untersucht zu werden, wobei es die Arbeiter jedoch beschädigen und ein Teil abbricht.
Ohne es zu wissen, haben sie damit einen alten Bannzauber gebrochen, der einen jahrtausendealten, bösartigen Drachen unter dem Dorfhügel, dem „Wirrim“ gefangen hielt. Das Siegel verhinderte, dass der Drache von den Menschen Besitz ergreifen oder sein Gefängnis verlassen kann.
Der junge Michael McIntyre, elternlos und mit seinem Bruder Stephen unter der Obhut ihrer Schwester Sarah, verschläft zu diesem Zeitpunkt einen seiner Ferientage auf dem Wirrim. Doch der nun befreite Drache erwacht aus seinen Träumen – seine Gedanken steigen wie Blasen an die Oberfläche und dringen in Michaels Geist. Als er erwacht, ist sein ganzer Körper erhitzt und seine Wahrnehmung scheint verrückt zu spielen: Er kann die Seelen der Menschen sehen, statt ihrer wahren Köpfe sieht er die von Tieren und gewinnt so einen beunruhigenden Einblick in ihre Persönlichkeit. Geschockt von seiner unheimlichen Fähigkeit, rennt er nach Hause zu seinem Bruder und seiner Schwester, die mit dem Pfarrer Tom zusammen ist – dieser ist verantwortlich für die Ausgrabung des Kreuzes, das den Drachen gefangen hielt.
Sarah wird nicht schlau aus dem wirren Gerede ihres Bruders und verdächtigt ihn, Drogen genommen zu haben. Auch sein Bruder Stephen ist zuerst skeptisch, lässt sich dann aber in Michaels Geheimnis einweihen. Gemeinsam finden die beiden heraus, was Tom im Gemeindeamt und Kirchenarchiv recherchiert hat: Die Existenz des Drachen und seinen finsteren Plan.
Er hat mehrere bedeutende Menschen in der Stadt, darunter auch den Gemeinderat Mr. Cleever, in seinen Bann gezogen: Sie sollen ihn endgültig aus dem Wirrim befreien. Diese Menschen haben statt des normalen Tierkopfes aus Michaels Sicht den eines Drachen und verfügen über dieselben erstaunlichen Kräfte wie er. Allerdings haben sie diese bereits perfektioniert und sind damit zu gefährlichen Gegnern für die beiden Brüder geworden: Sie können, ebenso wie Michael, den „Blick“ anwenden, Feuer durch Gedankenkraft erzeugen, fliegen, die Gedanken anderer Menschen lesen und diese sogar beeinflussen.
Michael gibt immer mehr dem Locken, Werben und Drohen des Drachen nach und wird zu einem der Drachenanhänger, während sein Bruder Stephen gemeinsam mit Tom zum Gegner des Drachen und seiner Anhänger wird. Doch die beiden wissen nicht, wie sie den anderen Menschen im Dorf verständlich machen sollen, dass ein Drache hoch angesehene Mitbürger in bösartige Wesen mit übernatürlichen Kräften verwandelt hat.
Auf dem Wirrim zelebrieren die Drachenanhänger ein Erweckungsritual. Der Drache erhebt seinen Körper aus der Erde, und nur in letzter Sekunde gelingt es Tom und Sarah, den Drachen zu besiegen, da inzwischen im Dorf der fehlende Teil des Kreuzes wiedergefunden und das Siegel, das den Drachen band, wiederhergestellt wurde.

## Pressestimmen
„Eine packende Geschichte – und eine effiziente Art, den Elterntraum wahr werden zu lassen, den Sohn mit einem Buch in der Hand anstatt vor einem Flimmerkasten zu sehen.“

„Jonathan Stroud schreibt wie ein altbewährter Autor mit einem eigenen Stil, und er erzählt eine fesselnde Geschichte, die auf einen dramatischen Höhepunkt zusteuert“

„Ein stimmungsvolles und packendes Debüt.“

„Für Fans uralter Legenden und Mythen und unheimlicher englischer Gruselgeschichten.“

„Ein spannender Fantastik-Thriller. Drachenglut sprengt die Grenzen des Jugendbuchs und wird sicher auch erwachsene Leser begeistern.“